# جون لويس (متجر)

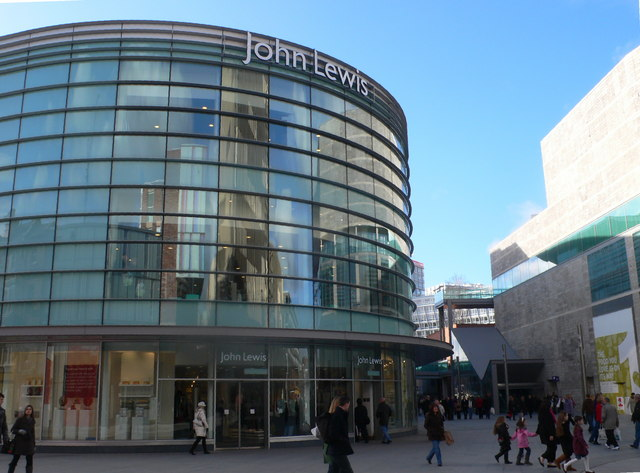
فرع جون لويس في لفربول.

جون لويس هي سلسلة من المتاجر ذو اقسام متنوعة، منتشرة في أنحاء بريطانيا.
افتتح الفرع الأول في أكسفورد ستريت بلندن سنة 1864 م. والشركة فريدة كونها مملوكة من الموظفين أنفسهم في ما يعرف بالـ «جون لويس بارتنر شيب»، وتقسّم أرباح الشركة ما بين الموظفين، بخلاف ما يحدث في الشركات العامة المحدودة.
في بدايات سنة 2016 م، أعلنت جون لويس نيتها دخول سوق الشرق الأوسط من خلال فتح متجر في دبي.